# Никольский мост (Колпино)
Нико́льский мост — автодорожный железобетонный рамный мост через Комсомольский канал в городе Колпино (Колпинский район Санкт-Петербурга).

## Расположение
Соединяет Соборную и Красную улицы.
Ниже по течению находится Думский мост.

## Название
На плане 1854 года мост подписан как Висячий. В середине XIX века по названию Никольской слободы и Никольской дороги мост получил название Никольский. Из-за выгнутой формы верхнего строения мост стали называть Горбатым. Практически как официальное это название использовалось и в первые годы советской власти. После войны мост мост был безымянным. Современное название мост получил 3 июля 2012 года по старому названию Красной улицы — Никольская.

## История

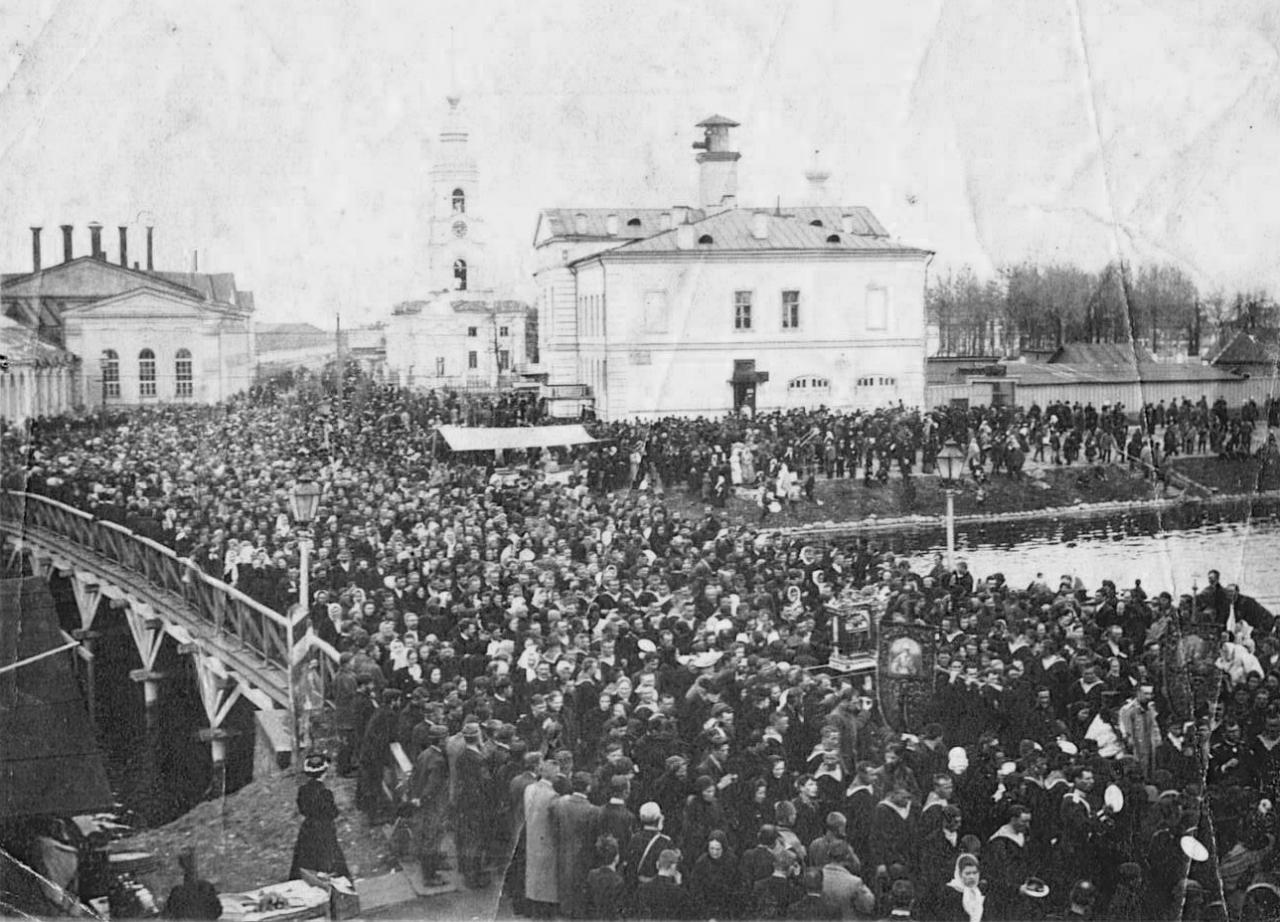
Крестный ход на Никольском мосту, 9 мая 1903 года

Первый мост на этом месте был построен, по-видимому, одновременно со строительством канала, в 1807—1809 годах. В 1846 году он был перестроен в лёгкий железный мост с проволочной решёткой. В 1865 году его заменил деревянный мост, построенный за счет средств Ижорских заводов . 
С преобразованием Колпино в посад в 1878 году мосты, ранее содержавшиеся за счёт сметы Морского министерства, были переданы в его ведение. Колпинская дума отказалась принимать в ведение ветхий мост, стоявшим к тому времени заколоченным. Тяжба между Морским министерством и Колпинской думой по поводу Никольского моста длилась два года. В сентябре 1882 года состоялась передача моста в ведение посада. К 1883 году мост был отремонтирован на средства посадских властей. Это был пятипролётный деревянный ригельно-подкосный мост. В документах Собрания уполномоченных посада 1912 года мост характеризуется как «не особо прочный». Очередной ремонт был выполнен в конце 1920-х годов.
В 1958 году по проекту инженера института «Ленгипроинжпроект» А. Д. Гутцайта силами СУ-1 треста «Ленмостострой» выполнен капитальный ремонт моста. Мост стал трёхпролётным балочно-разрезной системы с металлическими балками из двутавра на деревянных свайных опорах и устоями из кирпичной кладки.
Существующий железобетонный мост был построен в 1978—1980 годах по проекту инженера института «Ленгипроинжпроект» Б. Э. Дворкина. Строительство осуществляло СУ-2 треста «Ленмостострой» по заказу ДЭУ Колпинского района. 
В 2000 году на гранитных тумбах были установлены фонари-торшеры, стилизованные под старинные фонари колпинских улиц. В 2015 году их заменили на фонари в виде белых шаров.

## Конструкция
Мост однопролётный железобетонный рамный (трёхшарнирная рама). Пролётное строение состоит из сборных железобетонных балок двутаврового сечения с криволинейным очертанием нижнего пояса, объединённых поверху плитой проезжей части и монолитной поперечной балкой в середине пролёта. Опоры монолитные железобетонные на свайном основании. Общая длина моста составляет 30,2 м, ширина моста — 18,25 м.
Мост предназначен для движения автотранспорта и пешеходов. Проезжая часть моста включает в себя 2 полосы для движения автотранспорта. Покрытие проезжей части и тротуаров — асфальтобетон. Тротуары отделены от проезжей части железобетонными блоками ограждения в металлической «рубашке». Перильное ограждение на мосту чугунное литое простого рисунка, завершается на устоях гранитными тумбами, на которых установлены торшеры с фонарями. 